# Max Poll
Max Fernand Leon Poll (21 de julio de 1908 - 13 de marzo de 1991) fue un ictiólogo belga especializado en los cíclidos. En los años 1946 y 1947 organizó una expedición al lago Tanganica.
Describió varias especies de Pseudocrenilabrinae, como Signatus lamprologus, Steatocranus casuarius, Neolamprologus brichardi y Neolamprologus pulcher.
Algunas especies y taxones que llevan su nombre son Etmopterus polli (Bigelow, Schroeder y Springer, 1953), Merluccius polli (Cadenat, 1950), Pollichthys (Grey, 1959), Polyipnus polli (Schultz, 1961), Microsynodontis polli (Lambert, 1958), y Synodontis polli (Gosse, 1982).
Fue miembro de las Reales Academias de Ciencias y las Artes de Bélgica, profesor de la Universidad Libre de Bruselas, y el curador en Musée Royal du Congo Belga en Tervuren. Era miembro honorario de la Sociedad americana de ictiólogos y herpetólogos.

## Abreviatura (zoología)
La abreviatura Poll  se emplea para indicar a Max Poll como autoridad en la descripción y taxonomía en zoología.